# 2008. évi nyári olimpiai játékok
A XXIX. nyári olimpiai játékokat 2008. augusztus 8-ától augusztus 24-éig tartották Kína fővárosában, Pekingben. Hivatalosan a 29., ténylegesen (az elmaradt olimpiai játékok miatt) csak a 26. újkori olimpia volt.
34 sportág 302 versenyszámában mérték össze tudásukat a sportolók; egy számmal többen, mint négy évvel korábban Athénban. Néhány versenyt más városokban rendeztek: a vitorlázást Csingtaóban, a lovaglást Hongkongban, a labdarúgást Csinhuangtaóban, Sanghajban, Senjangban és Tiencsinben.

## Pályázat
Pekinget 2001. július 13-án választották meg a 29. olimpia házigazdájának a NOB 112. ülésén, Moszkvában. Peking Torontót, Párizst, Isztambult és Oszakát előzte meg. Korábban további öt város nyújtott be pályázatot a NOB-nak, de a 2000. évi előszavazáson nem kerültek a legjobbak közé: Bangkok, Kairó, Havanna, Kuala Lumpur és Sevilla.
Peking korábban már pályázott a 2000. évi nyári olimpiai játékok megrendezésére, de Sydneyvel szemben alulmaradt. 
| Város     | NOB név       | 1. forduló | 2. forduló |
| Peking    | Kína          | 44         | 56         |
| Toronto   | Kanada        | 20         | 22         |
| Párizs    | Franciaország | 15         | 18         |
| Isztambul | Törökország   | 17         | 9          |
| Oszaka    | Japán         | 6          | -          |

## Költségvetés, beruházások
43 milliárd dollárt költöttek a kínaiak az olimpiára, a hivatalos közlemény 16 milliárdról szól. Ez a 43 milliárd dollár hússzorosa az Atlantában megrendezett 1996-os amerikai olimpiának.
Nagyszabású átalakítások közepette született meg az Olimpic Green, ami egy nagyon nagy zöld park a város közepén. Lakóparkok ezreit, száz szállodát meghaladó szálláshelyet, 37 teljesen új sportlétesítményt építették fel. Az olimpiai falu házait a játékok befejeztével magas árakon – hetven-százötvenmillió forint közti áron – értékesítik.

## Tüntetések a kínai olimpia ellen
2008. április 7-én Párizsban a Tibet szabadságáért, a kínai olimpia ellen tüntetők eloltották az olimpiai lángot, mely páratlan esemény az olimpiák történetében.

## Megnyitó
2008. 08. 08-án helyi idő szerint 08:08,08-kor vette kezdetét a nagy menetelés.
Magyarország zászlaját a megnyitóünnepségen Kammerer Zoltán vitte. Közel 11 ezer sportoló küzdött meg az érmekért.
Az Amerikai Egyesült Államok elnöke, George Bush és Nicolas Sarkozy, az Európai Unió soros elnöke is részt vett az olimpia megnyitóünnepségén, annak ellenére, hogy többször kinyilvánították a közvélemény előtt nemtetszésüket Kína külpolitikája iránt. Bojkotthangulat lengte körül Kínát, legyen szó a dárfúri konfliktus mélyítéséről vagy Tibet és Kína vagy Tajvan és Kína közötti feszültségekről.

## Az olimpiai fáklya

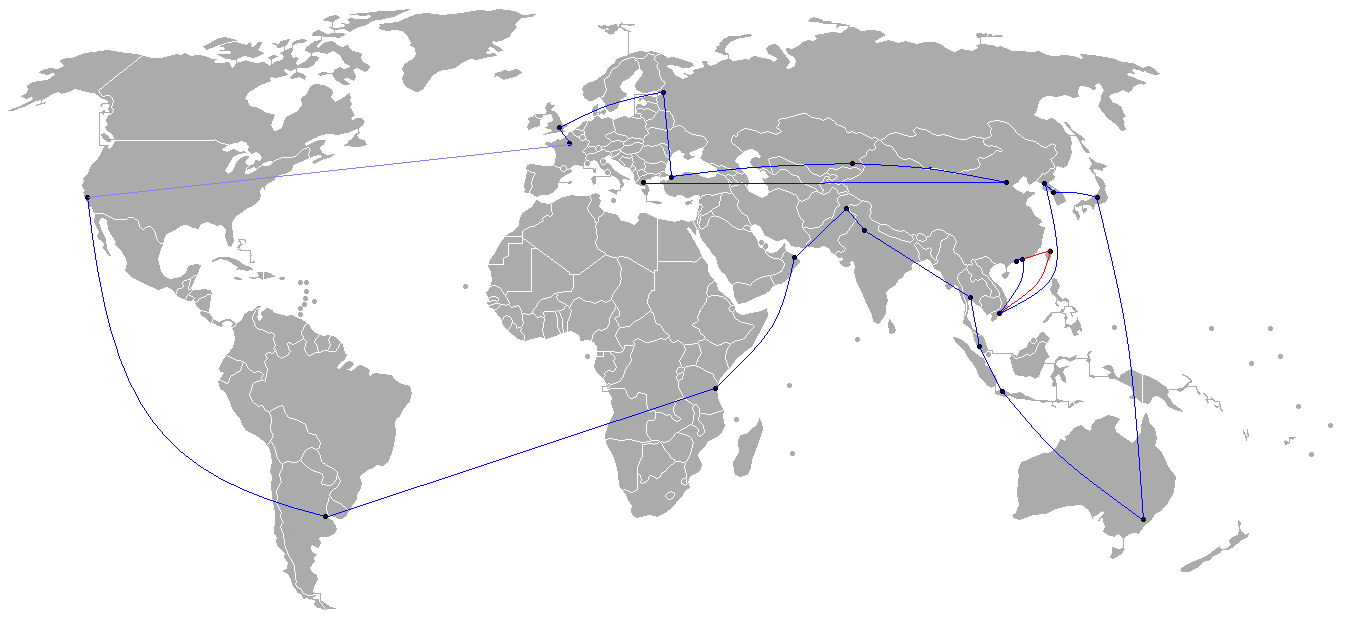
Az olimpiai fáklya útvonala

Az olimpiai fáklya megtervezésére több mint 300 pályázat érkezett a szervezőbizottsághoz. A győztes végül a Lenovo vállalat lett. A mintegy harminc tervezőből álló csapat által több mint 10 hónapon át tervezett fáklya alapanyaga alumínium-magnézium ötvözet, mérete 720×50×40 milliméter, tömege pedig alig 1 kg. Vörös és ezüst az alapszíne, amelyen tradicionális és kortárs kínai stílusú motívumok találhatók. Tervezése során ügyeltek arra, hogy a láng még 65 km/h‑s szélben és 50 mm/h‑s esőben is égve maradjon.
Az olimpiai fáklya útvonalát a győztes pályázattal együtt 2007. április 26-án mutatta be az olimpiai szervezőbizottság. A fáklya 2008 márciusában a görögországi Olümpiából indult a 130 napos, 137 ezer kilométeres útjára, amelynek végén, augusztus 8-án megérkezett a Pekingi Nemzeti Stadionba. Az út Antarktisz kivételével az összes kontinenst érintette.

## Részt vevő nemzetek
A 2004-es olimpián részt vett nemzetek száma Pekingben még tovább növekedett. Az előző olimpián részt vevő 202 országon kívül a Nemzetközi Olimpiai Bizottság elismerte a Marshall-szigeteket és Tuvalut is, illetve Szerbia és Montenegró függetlenné válása után ez volt az első olimpia, amelyen külön indultak, így 205 nemzet sportolóira számítottak a megnyitóünnepségen. Végül Brunei kizárása miatt 204 nemzet sorakozhatott fel az olimpia díszes megnyitóján.
Felmerült annak a lehetősége is, hogy a Kína részét képező Tibet is indulhasson ezen az olimpián. A Nemzetközi Olimpiai Bizottság végrehajtó bizottsága azonban 2007 decemberében elvetette a tibetiek kérelmét, arra hivatkozva, hogy a diplomáciai szempontból el nem ismert országok nem nevezhetik sportolóikat külön az olimpiai játékokra.
Egyetlen olyan NOB-tagállam van, amely nem vett részt az olimpián, Brunei ugyanis nem nevezte be a két versenyzőjét az utolsó határidőig, 2008. augusztus 8. 12:00-ig sem, így a Nemzetközi Olimpiai Bizottság kizárta őket.
Vastagítással kiemelve szerepel azon három ország neve, amelyek első alkalommal vettek részt nyári olimpián (Szerbia már 1912-ben részt vett önálló csapattal).
- Afganisztán (AFG) (4 – 3 férfi, 1 nő)
- Albánia (ALB) (11 – 7 férfi, 4 nő)
- Algéria (ALG) (56 – 34 férfi, 22 nő)
- Amerikai Szamoa (ASA) (4 – 2 férfi, 2 nő)
- Andorra (AND) (5 – 3 férfi, 2 nő)
- Angola (ANG) (32 – 17 férfi, 15 nő)
- Antigua és Barbuda (ANT) (5 – 4 férfi, 1 nő)
- Argentína (ARG) (132 – 79 férfi, 53 nő)
- Aruba (ARU) (2 – 2 férfi)
- Ausztrália (AUS) (432 – 233 férfi, 199 nő)
- Ausztria (AUT) (70 – 40 férfi, 30 nő)
- Azerbajdzsán (AZE) (44 – 30 férfi, 14 nő)
- Bahama-szigetek (BAH) (25 – 16 férfi, 9 nő)
- Bahrein (BRN) (14 – 11 férfi, 3 nő)
- Banglades (BAN) (5 – 3 férfi, 2 nő)
- Barbados (BAR) (8 – 7 férfi, 1 nő)
- Belgium (BEL) (94 – 77 férfi, 17 nő)
- Belize (BIZ) (4 – 3 férfi, 1 nő)
- Benin (BEN) (5 – 3 férfi, 2 nő)
- Bermuda (BER) (6 – 2 férfi, 4 nő)
- Bhután (BHU) (2 – 1 férfi, 1 nő)
- Bissau-Guinea (GBS) (3 – 2 férfi, 1 nő)
- Bolívia (BOL) (7 – 4 férfi, 3 nő)
- Bosznia-Hercegovina (BIH) (5 – 4 férfi, 1 nő)
- Botswana (BOT) (11 – 9 férfi, 2 nő)
- Brazília (BRA) (268 – 139 férfi, 129 nő)
- Brit Virgin-szigetek (IVB) (2 – 1 férfi, 1 nő)
- Bulgária (BUL) (70 – 43 férfi, 27 nő)
- Burkina Faso (BUR) (6 – 3 férfi, 3 nő)
- Burundi (BDI) (3 – 1 férfi, 2 nő)
- Chile (CHI) (26 – 20 férfi, 6 nő)
- Ciprus (CYP) (17 – 7 férfi, 10 nő)
- Comore-szigetek (COM) (3 – 2 férfi, 1 nő)
- Cook-szigetek (COK) (4 – 3 férfi, 1 nő)
- Costa Rica (CRC) (8 – 6 férfi, 2 nő)
- Csád (CHA) (2 – 1 férfi, 1 nő)
- Csehország (CZE) (134 – 75 férfi, 59 nő)
- Dánia (DEN) (84 – 64 férfi, 20 nő)
- Dél-afrikai Köztársaság (RSA) (134 – 75 férfi, 59 nő)
- Dominikai Közösség (DMA) (2 – 2 férfi)
- Dominikai Köztársaság (DOM) (24 – 18 férfi, 6 nő)
- Dzsibuti (DJI) (2 – 1 férfi, 1 nő)
- Ecuador (ECU) (25 – 17 férfi, 8 nő)
- Egyenlítői-Guinea (GEQ) (3 – 2 férfi, 1 nő)
- Egyesült Államok (USA) (588 – 306 férfi, 282 nő)
- Egyesült Arab Emírségek (UAE) (8 – 6 férfi, 2 nő)
- Egyiptom (EGY) (100 – 74 férfi, 26 nő)
- Elefántcsontpart (CIV) (21 – 19 férfi, 2 nő)
- Eritrea (ERI) (10 – 8 férfi, 2 nő)
- Etiópia (ETH) (27 – 14 férfi, 13 nő)
- Észtország (EST) (47 – 34 férfi, 13 nő)
- Fehéroroszország (BLR) (177 – 93 férfi, 84 nő)
- Fidzsi-szigetek (FIJ) (6 – 4 férfi, 2 nő)
- Finnország (FIN) (57 – 31 férfi, 26 nő)
- Franciaország (FRA) (309 – 188 férfi, 121 nő)
- Fülöp-szigetek (PHI) (15 – 10 férfi, 5 nő)
- Gabon (GAB) (4 – 2 férfi, 2 nő)
- Gambia (GAM) (3 – 2 férfi, 1 nő)
- Ghána (GHA) (9 – 8 férfi, 1 nő)
- Görögország (GRE) (152 – 82 férfi, 70 nő)
- Grenada (GRN) (9 – 4 férfi, 5 nő)
- Grúzia (GEO) (35 – 27 férfi, 8 nő)
- Guam (GUM) (6 – 4 férfi, 2 nő)
- Guatemala (GUA) (12 – 9 férfi, 3 nő)
- Guinea (GUI) (5 – 2 férfi, 3 nő)
- Guyana (GUY) (4 – 2 férfi, 2 nő)
- Haiti (HAI) (7 – 3 férfi, 4 nő)
- Hollandia (NED) (237 – 139 férfi, 98 nő)
- Holland Antillák (AHO) (3 – 3 férfi)
- Honduras (HON) (25 – 23 férfi, 2 nő)
- Hongkong (HKG) (34 – 17 férfi, 17 nő)
- Horvátország (CRO) (99 – 80 férfi, 19 nő)
- India (IND) (53 – 31 férfi, 22 nő)
- Indonézia (INA) (24 – 15 férfi, 9 nő)
- Irak (IRQ) (4 – 3 férfi, 1 nő)
- Irán (IRI) (54 – 51 férfi, 3 nő)
- Írország (IRL) (55 – 39 férfi, 16 nő)
- Izland (ISL) (27 – 20 férfi, 7 nő)
- Izrael (ISR) (43 – 23 férfi, 20 nő)
- Jamaica (JAM) (50 – 23 férfi, 27 nő)
- Japán (JPN) (332 – 167 férfi, 165 nő)
- Jemen (YEM) (5 – 4 férfi, 1 nő)
- Jordánia (JOR) (7 – 3 férfi, 4 nő)
- Kajmán-szigetek (CAY) (4 – 3 férfi, 1 nő)
- Kambodzsa (CAM) (4 – 2 férfi, 2 nő)
- Kamerun (CMR) (32 – 25 férfi, 7 nő)
- Kanada (CAN) (332 – 186 férfi, 146 nő)
- Katar (QAT) (20 – 20 férfi)
- Kazahsztán (KAZ) (130 – 60 férfi, 70 nő)
- Kenya (KEN) (46 – 28 férfi, 18 nő)
- Kína (CHN) (600 – 312 férfi, 288 nő) (Rendező)
- Kirgizisztán (KGZ) (20 – 16 férfi, 4 nő)
- Kiribati (KIR) (2 – 2 férfi)
- Kolumbia (COL) (67 – 43 férfi, 24 nő)
- Kongói Demokratikus Köztársaság (COD) (5 – 4 férfi, 1 nő)
- Kongói Köztársaság (CGO) (5 – 4 férfi, 1 nő)
- Dél-Korea (KOR) (265 – 159 férfi, 106 nő)
- Észak-Korea (PRK) (58 – 21 férfi, 37 nő)
- Közép-afrikai Köztársaság (CAF) (3 – 2 férfi, 1 nő)
- Kuba (CUB) (158 – 102 férfi, 56 nő)
- Kuvait (KUW) (8 – 8 férfi)
- Laosz (LAO) (4 – 2 férfi, 2 nő)
- Lengyelország (POL) (257 – 156 férfi, 101 nő)
- Lesotho (LES) (5 – 4 férfi, 1 nő)
- Lettország (LAT) (47 – 29 férfi, 18 nő)
- Libanon (LIB) (6 – 4 férfi, 2 nő)
- Líbia (LBA) (6 – 4 férfi, 2 nő)
- Libéria (LBR) (3 – 2 férfi, 1 nő)
- Liechtenstein (LIE) (2 – 2 férfi)
- Litvánia (LTU) (71 – 44 férfi, 27 nő)
- Luxemburg (LUX) (13 – 9 férfi, 4 nő)
- Macedónia (MKD) (7 – 5 férfi, 2 nő)
- Madagaszkár (MAD) (6 – 4 férfi, 2 nő)
- Magyarország (HUN) (174 – 91 férfi, 83 nő)
- Malawi (MAW) (4 – 2 férfi, 2 nő)
- Malajzia (MAS) (32 – 18 férfi, 14 nő)
- Maldív-szigetek (MDV) (4 – 2 férfi, 2 nő)
- Mali (MLI) (17 – 3 férfi, 14 nő)
- Marokkó (MAR) (47 – 36 férfi, 11 nő)
- Marshall-szigetek (MHL) (5 – 3 férfi, 2 nő)
- Mauritánia (MTN) (2 – 1 férfi, 1 nő)
- Mauritius (MRI) (11 – 6 férfi, 5 nő)
- Málta (MLT) (6 – 3 férfi, 3 nő)
- Mexikó (MEX) (83 – 43 férfi, 40 nő)
- Mianmar (MYA) (6 – 4 férfi, 2 nő)
- Mikronézia (FSM) (5 – 3 férfi, 2 nő)
- Moldova (MDA) (29 – 21 férfi, 8 nő)
- Monaco (MON) (5 – 4 férfi, 1 nő)
- Mongólia (MGL) (28 – 14 férfi, 14 nő)
- Montenegró (MNE) (19 – 17 férfi, 2 nő)
- Mozambik (MOZ) (4 – 2 férfi, 2 nő)
- Nagy-Britannia (GBR) (304 – 163 férfi, 141 nő)
- Namíbia (NAM) (10 – 6 férfi, 4 nő)
- Nauru (NRU) (1 – 1 férfi)
- Nepál (NEP) (8 – 4 férfi, 4 nő)
- Németország (GER) (420 – 237 férfi, 183 nő)
- Niger (NIG) (4 – 2 férfi, 2 nő)
- Nigéria (NGR) (74 – 37 férfi, 37 nő)
- Nicaragua (NCA) (6 – 3 férfi, 3 nő)
- Norvégia (NOR) (84 – 30 férfi, 54 nő)
- Olaszország (ITA) (333 – 203 férfi, 130 nő)
- Omán (OMA) (4 – 3 férfi, 1 nő)
- Oroszország (RUS) (454 – 231 férfi, 223 nő)
- Örményország (ARM) (25 – 23 férfi, 2 nő)
- Pakisztán (PAK) (21 – 19 férfi, 2 nő)
- Palau (PLW) (5 – 3 férfi, 2 nő)
- Palesztina (PLE) (4 – 2 férfi, 2 nő)
- Panama (PAN) (5 – 3 férfi, 2 nő)
- Paraguay (PAR) (7 – 3 férfi, 4 nő)
- Pápua Új-Guinea (PNG) (7 – 3 férfi, 4 nő)
- Peru (PER) (13 – 7 férfi, 6 nő)
- Portugália (POR) (77 – 51 férfi, 26 nő)
- Puerto Rico (PUR) (22 – 17 férfi, 5 nő)
- Románia (ROU) (101 – 40 férfi, 61 nő)
- Ruanda (RWA) (4 – 2 férfi, 2 nő)
- Saint Kitts és Nevis (SKN) (4 – 1 férfi, 3 nő)
- Saint Lucia (LCA) (4 – 1 férfi, 3 nő)
- Saint Vincent és a Grenadine-szigetek (VIN) (2 – 1 férfi, 1 nő)
- Salamon-szigetek (SOL) (3 – 1 férfi, 2 nő)
- Salvador (ESA) (11 – 4 férfi, 7 nő)
- São Tomé és Príncipe (STP) (3 – 2 férfi, 1 nő)
- San Marino (SMR) (6 – 4 férfi, 2 nő)
- Seychelle-szigetek (SEY) (9 – 6 férfi, 3 nő)
- Sierra Leone (SLE) (3 – 2 férfi, 1 nő)
- Spanyolország (ESP) (283 – 163 férfi, 120 nő)
- Srí Lanka (SRI) (8 – 4 férfi, 4 nő)
- Suriname (SUR) (4 – 2 férfi, 2 nő)
- Svájc (SUI) (83 – 47 férfi, 36 nő)
- Svédország (SWE) (123 – 50 férfi, 73 nő)
- Nyugat-Szamoa (SAM) (6 – 4 férfi, 2 nő)
- Szaúd-Arábia (KSA) (14 – 14 férfi)
- Szenegál (SEN) (15 – 8 férfi, 7 nő)
- Szerbia (SRB) (87 – 63 férfi, 24 nő)
- Szingapúr (SIN) (25 – 11 férfi, 14 nő)
- Szíria (SYR) (7 – 6 férfi, 1 nő)
- Szlovákia (SVK) (57 – 35 férfi, 22 nő)
- Szlovénia (SLO) (61 – 40 férfi, 21 nő)
- Szomália (SOM) (2 – 1 férfi, 1 nő)
- Szudán (SUD) (9 – 5 férfi, 4 nő)
- Szváziföld (SWZ) (4 – 2 férfi, 2 nő)
- Tádzsikisztán (TJK) (15 – 12 férfi, 3 nő)
- Tajvan (TPE) (69 – 43 férfi, 26 nő)
- Tanzánia (TAN) (9 – 7 férfi, 2 nő)
- Thaiföld (THA) (47 – 22 férfi, 25 nő)
- Tuvalu (TUV) (3 – 2 férfi, 1 nő)
- Kelet-Timor (TLS) (1 – 1 nő)
- Togo (TOG) (4 – 3 férfi, 1 nő)
- Tonga (TGA) (3 – 2 férfi, 1 nő)
- Törökország (TUR) (67 – 48 férfi, 19 nő)
- Trinidad és Tobago (TRI) (28 – 17 férfi, 11 nő)
- Tunézia (TUN) (26 – 14 férfi, 12 nő)
- Türkmenisztán (TKM) (10 – 6 férfi, 4 nő)
- Uganda (UGA) (11 – 9 férfi, 2 nő)
- Ukrajna (UKR) (243 – 127 férfi, 116 nő)
- Uruguay (URU) (12 – 9 férfi, 3 nő)
- Új-Zéland (NZL) (178 – 96 férfi, 82 nő)
- Üzbegisztán (UZB) (56 – 41 férfi, 15 nő)
- Vanuatu (VAN) (3 – 1 férfi, 2 nő)
- Venezuela (VEN) (108 – 57 férfi, 51 nő)
- Vietnám (VIE) (13 – 7 férfi, 6 nő)
- Amerikai Virgin-szigetek (ISV) (7 – 6 férfi, 1 nő)
- Zambia (ZAM) (8 – 6 férfi, 2 nő)
- Zimbabwe (ZIM) (13 – 8 férfi, 5 nő)

## Olimpiai versenyszámok
Az olimpia hivatalos programjában 28 sportág 302 versenyszáma szerepelt. A versenyszámok száma az egyes szakágakban a következő:
| Versenyszámok a 2008. évi nyári olimpiai játékokon |        |        |        |        |        |        |          |
| Sportág, szakág                                    | Egyéni | Egyéni | Egyéni | Csapat | Csapat | Csapat |          |
| Sportág, szakág                                    | férfi  | női    | nyílt  | férfi  | női    | nyílt  | összesen |
| asztalitenisz                                      | 1      | 1      | 0      | 1      | 1      | 0      | 4        |
| atlétika                                           | 22     | 21     | 0      | 2      | 2      | 0      | 47       |
| baseball                                           | 0      | 0      | 0      | 1      | 0      | 0      | 1        |
| birkózás                                           | 14     | 4      | 0      | 0      | 0      | 0      | 18       |
| cselgáncs                                          | 7      | 7      | 0      | 0      | 0      | 0      | 14       |
| evezés                                             | 1      | 1      | 0      | 7      | 5      | 0      | 14       |
| gyeplabda                                          | 0      | 0      | 0      | 1      | 1      | 0      | 2        |
| íjászat                                            | 2      | 2      | 0      | 0      | 0      | 0      | 4        |
| kajak-kenu                                         | 6      | 6      | 0      | 2      | 2      | 0      | 16       |
| kerékpározás                                       | 8      | 6      | 0      | 3      | 1      | 0      | 18       |
| kézilabda                                          | 0      | 0      | 0      | 1      | 1      | 0      | 2        |
| kosárlabda                                         | 0      | 0      | 0      | 1      | 1      | 0      | 2        |
| labdarúgás                                         | 0      | 0      | 0      | 1      | 1      | 0      | 2        |
| lovaglás                                           | 0      | 0      | 3      | 0      | 0      | 3      | 6        |
| műugrás                                            | 2      | 2      | 0      | 2      | 2      | 0      | 8        |
| ökölvívás                                          | 11     | 0      | 0      | 0      | 0      | 0      | 11       |
| öttusa                                             | 1      | 1      | 0      | 0      | 0      | 0      | 2        |
| röplabda                                           | 0      | 0      | 0      | 2      | 2      | 0      | 4        |
| softball                                           | 0      | 0      | 0      | 0      | 1      | 0      | 1        |
| sportlövészet                                      | 9      | 6      | 0      | 0      | 0      | 0      | 15       |
| súlyemelés                                         | 8      | 7      | 0      | 0      | 0      | 0      | 15       |
| szinkronúszás                                      | 0      | 0      | 0      | 0      | 2      | 0      | 2        |
| taekwondo                                          | 4      | 4      | 0      | 0      | 0      | 0      | 8        |
| tenisz                                             | 1      | 1      | 0      | 1      | 1      | 0      | 4        |
| tollaslabda                                        | 1      | 1      | 0      | 1      | 1      | 1      | 5        |
| torna                                              | 8      | 7      | 0      | 1      | 2      | 0      | 18       |
| triatlon                                           | 1      | 1      | 0      | 0      | 0      | 0      | 2        |
| úszás                                              | 14     | 14     | 0      | 3      | 3      | 0      | 34       |
| vitorlázás                                         | 0      | 0      | 0      | 4      | 4      | 3      | 11       |
| vívás                                              | 3      | 3      | 0      | 2      | 2      | 0      | 10       |
| vízilabda                                          | 0      | 0      | 0      | 1      | 1      | 0      | 2        |
|                                                    |        |        |        |        |        |        |          |
| Összesen                                           | 124    | 95     | 3      | 37     | 36     | 7      | 302      |

## Éremtáblázat
| A 2008. évi nyári olimpiai játékok éremtáblázatának első tíz helyezettje | A 2008. évi nyári olimpiai játékok éremtáblázatának első tíz helyezettje | A 2008. évi nyári olimpiai játékok éremtáblázatának első tíz helyezettje | A 2008. évi nyári olimpiai játékok éremtáblázatának első tíz helyezettje | A 2008. évi nyári olimpiai játékok éremtáblázatának első tíz helyezettje | Olimpia  |
| ------------------------------------------------------------------------ | ------------------------------------------------------------------------ | ------------------------------------------------------------------------ | ------------------------------------------------------------------------ | ------------------------------------------------------------------------ | -------- |
|                                                                          | Ország                                                                   | Arany                                                                    | Ezüst                                                                    | Bronz                                                                    | Összesen |
| 1.                                                                       | Kína (CHN)                                                               | 51                                                                       | 21                                                                       | 28                                                                       | 100      |
| 2.                                                                       | Egyesült Államok (USA)                                                   | 36                                                                       | 38                                                                       | 36                                                                       | 110      |
| 3.                                                                       | Oroszország (RUS)                                                        | 22                                                                       | 21                                                                       | 29                                                                       | 72       |
| 4.                                                                       | Nagy-Britannia (GBR)                                                     | 19                                                                       | 13                                                                       | 15                                                                       | 47       |
| 5.                                                                       | Németország (GER)                                                        | 16                                                                       | 10                                                                       | 15                                                                       | 41       |
| 6.                                                                       | Ausztrália (AUS)                                                         | 14                                                                       | 15                                                                       | 17                                                                       | 46       |
| 7.                                                                       | Dél-Korea (KOR)                                                          | 13                                                                       | 10                                                                       | 8                                                                        | 31       |
| 8.                                                                       | Japán (JPN)                                                              | 9                                                                        | 8                                                                        | 8                                                                        | 25       |
| 9.                                                                       | Olaszország (ITA)                                                        | 8                                                                        | 9                                                                        | 10                                                                       | 27       |
| 10.                                                                      | Franciaország (FRA)                                                      | 7                                                                        | 16                                                                       | 18                                                                       | 41       |
|                                                                          |                                                                          |                                                                          |                                                                          |                                                                          |          |
| 21.                                                                      | Magyarország (HUN)                                                       | 3                                                                        | 5                                                                        | 2                                                                        | 10       |

## Lebonyolítás
A következő naptárban a kékkel jelölt napokon versenynapokat rendeztek, például selejtezőket. A sárgával jelölt napokon döntőre került sor az adott sportágban. A dobozokban található számok pedig arra utalnak, hogy az adott napon az adott sportágban hány döntőre kerül sor.
| ● | Nyitóünnepség | ● | Versenynapok | ● | Döntők | ● | Bemutató gála | ● | Záróünnepség |

| Augusztus     | 6 | 7 | 8 | 9 | 10 | 11 | 12 | 13 | 14 | 15 | 16 | 17 | 18 | 19 | 20 | 21 | 22 | 23 | 24 | Össz |
| ------------- | - | - | - | - | -- | -- | -- | -- | -- | -- | -- | -- | -- | -- | -- | -- | -- | -- | -- | ---- |
| Ünnepségek    |   |   | ● |   |    |    |    |    |    |    |    |    |    |    |    |    |    |    | ●  |      |
| asztalitenisz |   |   |   |   |    |    |    |    |    |    |    | 1  | 1  |    |    |    | 1  | 1  |    | 4    |
| atlétika      |   |   |   |   |    |    |    |    |    | 2  | 4  | 6  | 6  | 5  | 3  | 6  | 7  | 7  | 1  | 47   |
| baseball      |   |   |   |   |    |    |    |    |    |    |    |    |    |    |    |    |    | 1  |    | 1    |
| birkózás      |   |   |   |   |    |    | 2  | 2  | 3  |    | 2  | 2  |    | 2  | 2  | 3  |    |    |    | 18   |
| cselgáncs     |   |   |   | 2 | 2  | 2  | 2  | 2  | 2  | 2  |    |    |    |    |    |    |    |    |    | 14   |
| evezés        |   |   |   |   |    |    |    |    |    |    | 7  | 7  |    |    |    |    |    |    |    | 14   |
| gyeplabda     |   |   |   |   |    |    |    |    |    |    |    |    |    |    |    |    | 1  | 1  |    | 2    |
| íjászat       |   |   |   |   | 1  | 1  |    |    | 1  | 1  |    |    |    |    |    |    |    |    |    | 4    |
| kajak-kenu    |   |   |   |   |    |    | 2  |    | 2  |    |    |    |    |    |    |    | 6  | 6  |    | 16   |
| kerékpározás  |   |   |   | 1 | 1  |    |    | 2  |    | 1  | 3  | 1  | 2  | 3  |    | 2  | 1  | 1  |    | 18   |
| kézilabda     |   |   |   |   |    |    |    |    |    |    |    |    |    |    |    |    |    | 1  | 1  | 2    |
| kosárlabda    |   |   |   |   |    |    |    |    |    |    |    |    |    |    |    |    |    | 1  | 1  | 2    |
| labdarúgás    |   |   |   |   |    |    |    |    |    |    |    |    |    |    |    | 1  |    | 1  |    | 2    |
| lovaglás      |   |   |   |   |    |    | 2  |    | 1  |    |    |    | 1  | 1  |    | 1  |    |    |    | 6    |
| műugrás       |   |   |   |   | 1  | 1  | 1  | 1  |    |    |    | 1  |    | 1  |    | 1  |    | 1  |    | 8    |
| ökölvívás     |   |   |   |   |    |    |    |    |    |    |    |    |    |    |    |    |    | 5  | 6  | 11   |
| öttusa        |   |   |   |   |    |    |    |    |    |    |    |    |    |    |    | 1  | 1  |    |    | 2    |
| röplabda      |   |   |   |   |    |    |    |    |    |    |    |    |    |    |    | 1  | 1  | 1  | 1  | 4    |
| softball      |   |   |   |   |    |    |    |    |    |    |    |    |    |    |    | 1  |    |    |    | 1    |
| sportlövészet |   |   |   | 2 | 2  | 2  | 2  | 1  | 2  | 1  | 2  | 1  |    |    |    |    |    |    |    | 15   |
| súlyemelés    |   |   |   | 1 | 2  | 2  | 2  | 2  |    | 2  | 1  | 1  | 1  | 1  |    |    |    |    |    | 15   |
| szinkronúszás |   |   |   |   |    |    |    |    |    |    |    |    |    |    | 1  |    |    | 1  |    | 2    |
| taekwondo     |   |   |   |   |    |    |    |    |    |    |    |    |    |    | 2  | 2  | 2  | 2  |    | 8    |
| tenisz        |   |   |   |   |    |    |    |    |    |    | 2  | 2  |    |    |    |    |    |    |    | 4    |
| tollaslabda   |   |   |   |   |    |    |    |    |    | 1  | 2  | 2  |    |    |    |    |    |    |    | 5    |
| torna         |   |   |   |   |    |    | 1  | 1  | 1  | 1  |    | 4  | 4  | 4  |    |    |    | 1  | 1  | 18   |
| triatlon      |   |   |   |   |    |    |    |    |    |    |    |    | 1  | 1  |    |    |    |    |    | 2    |
| úszás         |   |   |   |   | 4  | 4  | 4  | 4  | 4  | 4  | 4  | 4  |    |    | 1  | 1  |    |    |    | 34   |
| vitorlázás    |   |   |   |   |    |    |    |    |    |    | 2  | 1  | 2  | 2  | 2  | 2  |    |    |    | 11   |
| vívás         |   |   |   | 1 | 1  | 1  | 1  | 2  | 1  | 1  | 1  | 1  |    |    |    |    |    |    |    | 10   |
| vízilabda     |   |   |   |   |    |    |    |    |    |    |    |    |    |    |    | 1  |    |    | 1  | 2    |
| Napi döntők   | - | - | - | 7 | 13 | 13 | 19 | 17 | 17 | 16 | 30 | 34 | 18 | 20 | 11 | 23 | 20 | 31 | 12 | 302  |
| Augusztus     | 6 | 7 | 8 | 9 | 10 | 11 | 12 | 13 | 14 | 15 | 16 | 17 | 18 | 19 | 20 | 21 | 22 | 23 | 24 | 302  |

## Helyszínek
Az olimpia központi eseményeit a Pekingi Nemzeti Stadionban (Madárfészek) és a Pekingi Nemzeti Vízi Központban (Vizeskocka) tartották.

## Magyarországi közvetítés
A pekingi olimpiát Magyarországon a Magyar Televízió, a Magyar Rádió és a Eurosport közvetítette, bár csak az előbbi kettőnek voltak kommentátorai a helyszínen.
A Magyar Rádió volt az egyetlen rádió, amely magyar nyelvű élőközvetítéssel jelentkezett az olimpiáról. A közvetítés a Kossuth Rádión jutott el a hallgatókhoz. A pekingi stáb a technikai személyzettel együtt 14 főből állt:
- Hajdú B. István
- Kalapos Mihály
- Kovács András Péter
- Kovács István
- Lantos Gábor
- M. Dénes Tamás
- Merza Jenő
- Novotny Zoltán
- Orosz Péter
- Petur András
- Sipos János
- Sütő László
- Trebitsch Péter
- Virányi Zsolt